# Wöhrder Wiese (metro, Neurenberg)
Wöhrder Wiese is een metrostation in de wijk Gleißbühl van de Duitse stad Neurenberg. Het station werd geopend op 29 september 1990 en wordt bediend door de lijnen U2 U3 van de metro van Neurenberg.